# Ciril Kosmač

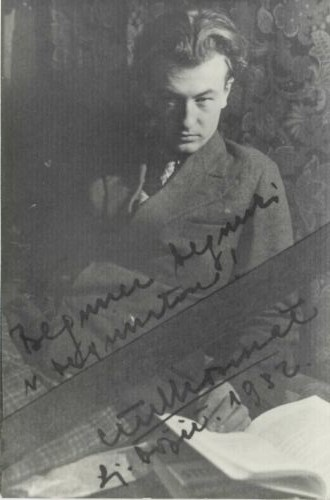
Ciril Kosmač (1932)

Ciril Kosmač (* 28. September 1910 in Slap ob Idrijci; † 28. Januar 1980 in Ljubljana, SFR Jugoslawien) war ein jugoslawischer Schriftsteller.

## Leben
Kosmač stammte aus dem westslowenischen Primorska (Küstenland), das nach dem Ersten Weltkrieg an Italien fiel. Er war der Sohn eines Landwirts und besuchte die Schule in Gorizia (Görz). Dort geriet er als national eingestellter Jugendlicher alsbald in Gegensatz zum faschistischen Regime und wurde inhaftiert. Nachdem er wieder freigelassen worden war, verließ er illegal Italien und ging nach Jugoslawien, wo er in Ljubljana lebte. 1938 ging er nach Frankreich und während des Zweiten Weltkrieges nach London und war dort im Widerstand tätig. 1944 gelang es ihm, nach Jugoslawien einzureisen, wo er sich den Partisanen anschloss. Nach dem Krieg war Kosmač Journalist, Schriftsteller, Dramaturg und auch für den Film tätig. Er hatte immer wieder politische Schwierigkeiten im kommunistischen Jugoslawien, wurde aber durch seine persönliche Bekanntschaft mit Tito vor Konsequenzen bewahrt.
1956 siedelte er sich in Portorož an, wo er den Rest seines Lebens verbrachte. Sein Haus beherbergt heute einen öffentlich nicht zugänglichen Gedenkraum. Das Haus wird seit 2012 u. a. an Fotografen, Statistiker, Architekten, Ergotherapeuten, Lehrer, Filmemacher und Schriftsteller vermietet.
Im Geburtshaus von Kosmač in Slap befindet sich heute ein dem Schriftsteller gewidmetes Museum.

## Werke
Kosmač verfasste hauptsächlich Erzählungen und auch einige kürzere Romane. Er wird der Richtung des sozialistischen Realismus zugezählt. Allerdings unterscheidet sich sein Stil durch ein ausgeprägtes Interesse an philosophischen Problemen und durch seinen Intellektualismus, die ihn der slowenischen Moderne annäherten. Während in den Erzählungen aus den 30er Jahren noch das Interesse an den Nöten des kleinen Mannes und der nationalen Freiheit vorherrschte, machte sich in den Texten aus den 50er Jahren ein essayistischer, betont intellektueller, symbolträchtiger Stil bemerkbar.
- Sreča in kruh, Erzählungen 1946
- Na svoji zemlji, 1949
- Pomladni dan, Roman 1953 (dt. Ein Frühlingstag, 1989)
- Balada o trobenti in oblaku, Roman 1956/57 (dt. Ballade von der Trompete und der Wolke, 1966); Verfilmung: Jugoslawien 1961 (Regie: France Štiglic)
- Iz moje doline, Erzählungen, Ljubljana 1958 (daraus dt. Glück kommt zugeflogen, Frankfurt am Main 1964)
- Tantadruj, Novelle 1959 (dt. Tantadruj, 1984); Hörspiel 1966
- Für Leib und Seele, dt. 1961
- Die Raupe, Erzählung dt. 1962
- Izbrano delo I-IV, 1964